# Farbror Boonmee som minns sina tidigare liv
Farbror Boonmee som minns sina tidigare liv (originaltitel: Loong Boonmee raleuk chat) är en thailändsk långfilm från 2010 i regi av Apichatpong Weerasethakul. Filmen är inspirerad av en bok av Phra Sripariyattiweti som publicerades i augusti 1983. 

## Handling
Boonmee är en gammal man som lider av en njursjukdom och snart ska dö. Sin sista tid i livet vill han tillbringa tillsammans med familj och vänner. Till sin stora förvåning får han besök av sin sedan länge avlidna fru, som återvänt som spöke för att ta hand om honom. Snart dyker även en av hans sedan länge försvunna söner upp, även han i ny skepnad. 
Boonmee börjar fundera över sitt öde samtidigt som han ger sig ut på en lång vandring genom djungeln tillsammans med sin familj. Vandringen för dem till en mystisk grotta som finns på toppen av ett berg. Detta visar sig vara platsen där Boonmee en gång föddes.... i sitt förra liv!

## Rollista, ett urval
| Thanapat Saisaymar     | – Boonmee  |
| Jenjira Pongpas        | – Jen      |
| Sakda Kaewbuadee       | – Tong     |
| Natthakarn Aphaiwonk   | – Huay     |
| Geerasak Kulhong       | – Boonsong |
| Wallapa Mongkolprasert | – Princess |
| Kanokporn Tongaram     | – Roong    |
| Samud Kugasang         | – Jaai     |

## Utmärkelser
- Filmen belönades med sex priser, däribland Guldpalmen vid filmfestivalen i Cannes.